# Inma Ruiz Salinas
Inma Ruiz Salinas, conocida como Inma Pollito (Melilla, España, 15 de octubre) es una mangaka e ilustradora freelancer española. 
Utiliza como nombre artístico Inma Pollito, dibujándose a sí misma como un pollito, reflejándose así en sus trabajos. Debutó con 3x1, su primer manga extenso, que fue publicado por Medea Ediciones en 2005, después de ganar el tercer concurso de manga llamado "Medea Wants You". También destacó con O.U.T (Once Upon a Time), un manga con el que ganó el tercer concurso de manga de Norma Editorial en 2009. Ha trabajado en Revenge of the Queen, un manga propio que cuenta con su primer tomo ya publicado.
Actualmente publica un webcomic llamado "The Violinist and the Nerd" ("El Violinista y el Nerd" en español) en la plataforma Webtoon. También ha publicado algunas historias cortas en la revista Planeta Manga.

## Historia
La primera aparición pública de sus obras fue al ganar dos veces, en el salón del manga de Barcelona, un concurso de manga de historia corta de cuatro páginas, el 2005 con Doble Juego y Historia de una fantasma. En 2006 publicó en la revisa Shirase un póster del juego Ragnarok Online. 
En 2005, debutó con la publicación de su obra 3x1, su primer manga extenso calificado como de Shôjo y Tragicomedia estudiantil, publicado por Medea Ediciones, al ganar el tercer concurso de manga llamado "Medea Wants You", convirtiéndose así en la primera mangaka española en comercializar productos de sus trabajos. Este manga finalizó en 2009 después de publicar 6 tomos de 90 páginas cada uno. 
En 2009 ganó el tercer concurso de manga de Norma Editorial, publicando así O.U.T (One Upon a Time), un tomo auto-conclusivo de 160 páginas clasificado como de Shôjo y carácter fantástico, formado por una mezcla de cuentos clásicos donde la protagonista es Caperucita Roja. Después de esto entró a formar parte de Kamikaze Factory Studio, un estudio de arte manga español, donde ilustró, en 2009, el libro "Kodomo Manga paso a paso", un manual donde se explica cómo crear caricaturas y personajes Super deformed (muy deformados) o más conocidos como Chibi. 
En 2011 publicó cuatro manuales para aprender a dibujar, "Shoujo Manga: Pop&Romance", "Japonés en Viñetas", "Manga Masterclass: Kawaii" y "Manga Masterclass: Gotik&Punk", a través de Norma editorial. Seguidamente, en 2012 publicó ilustraciones en "Myths & Legends artbook" y empezó con Revenge of the Queen, un manga propio que actualmente cuenta con un tomo y sigue trabajando en él. Entre 2013 y 2014, la editorial Nowevolution decidió volver a publicar 3x1 en una versión renovada llamada 3x1 Renewal formada por 3 tomos con nuevas portadas, ilustraciones, nuevas historias inéditas y una ampliación del final de la historia. Entre los clientes para los que ha trabajado se encuentran Planeta, Winged Cloud, Norma Editorial, Monsa, Harper Collins, Ncora, Blunette, Namco Bandai, To the World, e-Dragon Power Inc, MarvelousAQL Inc y Cartoon Craft.

## Obras

### Manga
- 2005, 3x1
- 2009, O.U.T
- 2012, Revenge of the Queen
- 2013-2014, 3x1 Renewal
- 2020, The Violinist and the Nerd

### Libros
- 2009, Kodomo Manga: Super Cute!
- 2011, Shoujo Manga: Pop&Romance
- 2011, Japonés en Viñetas (8ª ed.)
- 2011, Manga Masterclass: Kawaii.
- 2011, Manga Masterclass: Gotik&Punk
- 2012, Myths & Legends artbook